# Barak 1
Barak 1 je izraelský nadzvukový protiletadlový raketový komplet krátkého dosahu sloužící k blízké obraně válečných lodí proti letadlům, vrtulníkům a řízeným střelám. Střela byla vyvinuta ve spolupráci izraelských společností Israel Aerospace Industries a Rafael Advanced Defense Systems. Pozemní verze systému nese označení ADAMS.

## Vývoj

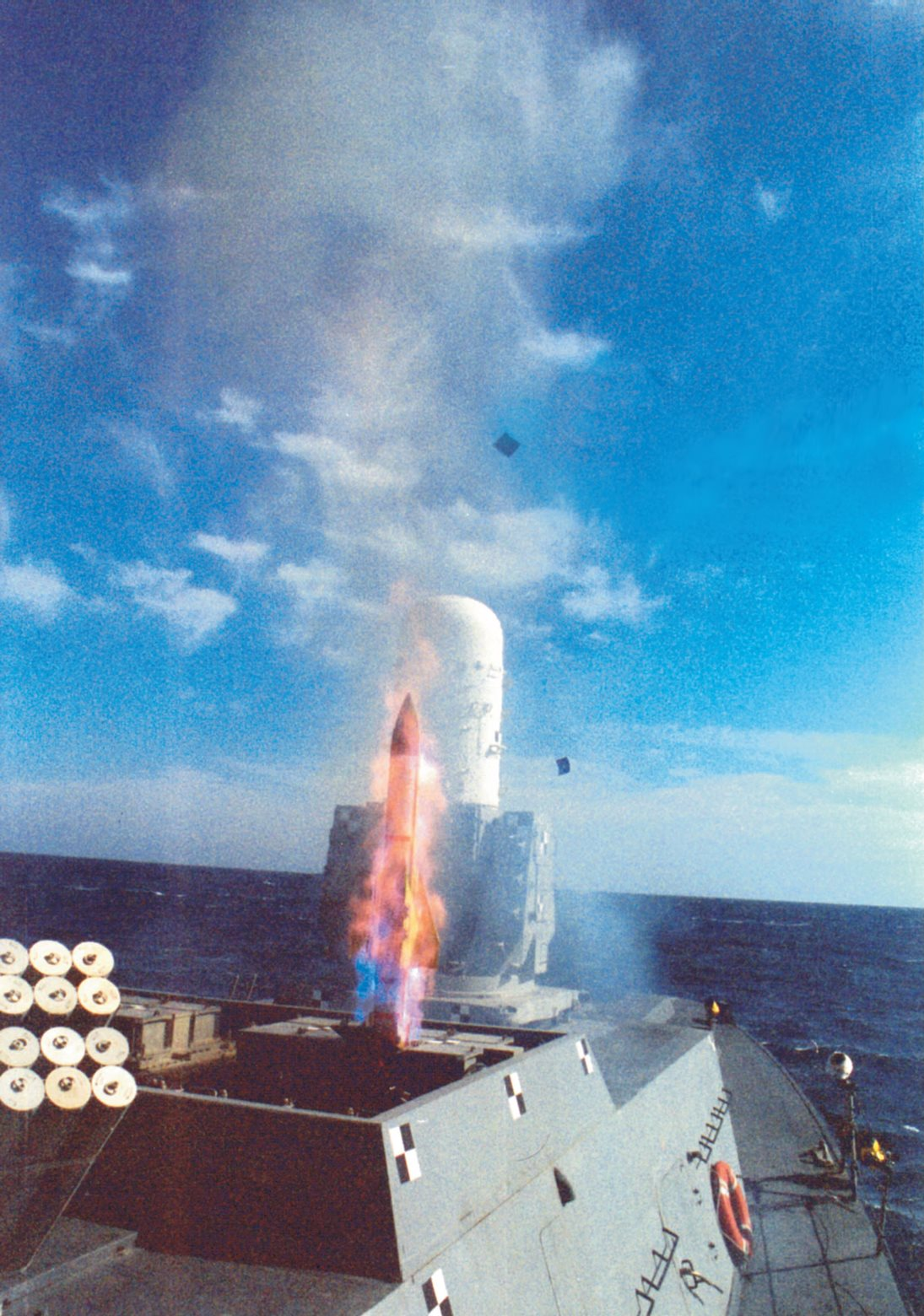
Vypuštění střely Barack 1

Jomkipurská válka z roku 1973 předvědčila izraelské námořnictvo o potřebě zlepšení obrany jeho raketových člunů proti napadení ze vzduchu. V 70. letech byl proto zahájen vývoj obranného systému Barak („Blesk“) použitelného pro malé válečné lodě. Střela Barak byla veřejně poprvé představena roku 1981 na Pařížském aerosalonu. Výsledky zkoušek rané verze systému, provedené na počátku 80. let, si vynutily jeho přepracování. Modifikovaný systém Barak byl představen roku 1983 opět na Pařížském aerosalonu, přičemž jeho zkoušky pokračovaly až ve druhé polovině 80. let.

## Konstrukce
Střely jsou vypouštěny z osminásobných vertikálních vypuštěcích sil. Systém funguje za každého počasí. Disponuje automatickým a pooautomatickým režimem. Námořní verze systému využívá radary IAI/ELTA EL/M-2221 STGR a ELTA EL/M-2228S AMDR.

## Uživatelé
- Chile
  - Chilské námořnictvo – Dva osminásobné kontejnery střel Barak-1 instalovány při modernizaci fregaty Almirante Williams (FF-19).[3]

- Indie
  - Indické námořnictvo – torpédoborce tříd Rajput a Delhi, fregaty tříd Godavari, Brahmaputra a Shivalik, letadlové lodě INS Viraat (R22) a INS Vikramaditya.

- Izrael
  - Izraelské vojenské námořnictvo – primární uživatel systému.[1]

- Singapur
  - Singapurské námořnictvo – korvety třídy Victory.

## Hlavní technické údaje
- Hmotnost: 98 kg (bojová hlavice 22 kg[4])
- Délka: 2,17 m
- Průměr: 170 mm[2]
- Rozpětí: 685 mm[2]
- Rychlost: 2,1 M
- Operační dolet: 0,5–10 km
- Výškový dosah: 5,5 km[2]